# Primera categoria del Campionat de Catalunya de futbol 1906-1907
Resultats de la lliga de Primera categoria del Campionat de Catalunya de futbol 1906-1907.

## Sistema de competició
El quart Campionat de Catalunya va ser el primer amb dues categories o divisions. La primera categoria la van formar només 3 equips: Foot-ball Club X, Foot-ball Club Barcelona i Català Foot-ball Club, segons els noms de l'època. L'X no tenia camp propi aquesta temporada i els partits com a local els jugà al Velòdrom de la Bonanova (propietat del Català) i al camp del Carrer Muntaner (pertanyent al Barcelona). En el sisè i darrer partit del campionat, un decisiu X-Barcelona, el polèmic gol de Bru, un llançament de falta en temps afegit, portà als dos equips a jugar un matx definitiu en camp neutral.

## Classificació
| Pos | Equip        | PJ | PG | PE | PP | GF | GC | DG | Pts | Classificació |     | X Sporting Club | Futbol Club Barcelona | Català Futbol Club |
| --- | ------------ | -- | -- | -- | -- | -- | -- | -- | --- | ------------- | --- | --------------- | --------------------- | ------------------ |
| 1   | FC X (C)     | 4  | 3  | 0  | 1  | 10 | 5  | +5 | 6   | Campió        |     | —               | 3–2                   | 5–2                |
| 2   | FC Barcelona | 4  | 2  | 1  | 1  | 7  | 4  | +3 | 5   |               |     | 1–0             | —                     | 3–0                |
| 3   | Català FC    | 4  | 0  | 1  | 3  | 3  | 11 | −8 | 1   |               | 0–2 | 1–1             | —                     |                    |

## Resultats
| Jornada | Data           | Local     |   | Visitant  |   | Resultat |   |
| ------- | -------------- | --------- | - | --------- | - | -------- | - |
| 1       | 20 gener 1907  | Català    | - | Barcelona | 1 | -        | 1 |
| 2       | 27 gener 1907  | X         | - | Català    | 5 | -        | 2 |
| 3       | 3 febrer 1907  | Barcelona | - | X         | 1 | -        | 0 |
| 4       | 17 febrer 1907 | Barcelona | - | Català    | 3 | -        | 0 |
| 5       | 24 febrer 1907 | Català    | - | X         | 0 | -        | 2 |
| 6       | 3 març 1907    | X         | - | Barcelona | 3 | -        | 2 |
| Final   | 17 març 1907   | X         | - | Barcelona | 3 | -        | 1 |
|         |                |           |   |           |   |          |   |

Nota
- Jornada 6: l'àrbitre del partit (Ramon Grau, del Català) va decidir prolongar el matx per compensar la pèrdua de temps que hi havia hagut a la segona part, sobretot quan dos jugadors (Josep Maria Torras, de l'X, i Duran, del Barcelona) van ser expulsats per barallar-se. Pocs segons abans d'esgotar-se el temps afegit Grau va assenyalar un perillós llançament de falta favorable al Barcelona quan aquest perdia 3 a 2. Francesc Bru va transformar magistralment el gol que significava l'empat a 3 i que donava el campionat a l'equip blaugrana. L'X es va queixar alegant que el temps ja estava complert en el moment de fer el llançament.[3] L'endemà els dubtes del mateix àrbitre el van fer consultar el reglament i va comprovar que un cop exhaurit el temps afegit només es pot llançar un penal, però no un lliure directe, com fou el cas. Grau, reconeixent el seu error, va escriure una carta a la Federació explicant la situació i declarant el partit guanyat pel Foot-ball Club X per 3 a 2. Això no obstant, el president d'aquest equip, Miquel Gibert Pujol, en un noble acte de fair play envers el Barcelona, tant per evitar-ne discòrdies com també per trobar el veritable mereixedor del títol, va proposar en una altra carta un desempat en terreny neutral, ja que entre ells, X i Barcelona havien guanyat un partit cadascú. Els blaugrana van acceptar la proposta i finalment es va jugar la final a la Creu Alta de Sabadell.[4][5]

## Golejadors
| Gols |                 |              |
| ---- | --------------- | ------------ |
| 5    | Emili Sampere   | FC X         |
| 3    | Carles Comamala | FC Barcelona |
| 2    | Moret           | FC Barcelona |
| 2    | Llompart        | FC X         |
| 2    | Amechazurra     | FC Barcelona |
| 2    | Cèsar Torras    | FC X         |
| 1    | Francesc Sanz   | FC Barcelona |
| 1    | Casellas        | Català FC    |
| 1    | Berdié          | FC X         |
| 1    | J. Martínez     | FC X         |
| 1    | Joaquim Peris   | Català FC    |
| 1    | Eranueva        | FC X         |
|      |                 |              |

Notes
- No hi ha dades del gol marcat pel Català al Barcelona.
- No hi ha dades d'un gol marcat per l'X al Català.
- S'inclou el partit de desempat.